# Panīţī
Panīţī (persiska: Penetī, Tanīţī, Lanīţī, پنیطی) är en ort i Iran.   Den ligger i provinsen Khuzestan, i den centrala delen av landet, 400 km söder om huvudstaden Teheran. Panīţī ligger 851 meter över havet och antalet invånare är 136.
Terrängen runt Panīţī är kuperad, och sluttar västerut.Runt Panīţī är det ganska tätbefolkat, med 56 invånare per kvadratkilometer. Närmaste större samhälle är Tākūtar, 3,4 km nordost om Panīţī. Omgivningarna runt Panīţī är i huvudsak ett öppet busklandskap.